# 九歌
九歌（九歌、拼音: Jiǔgē）は、中国戦国時代の詩人屈原による『楚辞』に収録された代表的な叙情詩群。古代楚国の祭祀歌謡を基に再編したとされ、神話的想像力と比喩的表現で知られる。

## 構成
全11篇から成る：
1. 東皇太一 - 至高神への頌歌
2. 雲中君 - 雲の神を讃える
3. 湘君 - 湘水の男神への思慕
4. 湘夫人 - 湘水の女神との別離
5. 大司命 - 寿命を司る神
6. 少司命 - 子孫を守護する神
7. 東君 - 太陽神の巡行
8. 河伯 - 黄河の神との交歓
9. 山鬼 - 山中の精霊との出会い
10. 国殤 - 戦没将士を悼む
11. 礼魂 - 終曲の送神歌

## 文化的影響
- 日本漢文学に影響を与え、平安時代の貴族が『九歌』を模した和歌を作った例がある
- 近代では青木正児『九歌の研究』（1962）など学術的研究が進展
- 現代中国でオペラ化や書道作品の題材として再解釈

## 研究文献

### 日本語
- 竹治貞夫『楚辞研究』風間書房、1978年。
- 小南一郎『楚辞とその注釈者たち』朋友書店、2003年。ISBN 4892810932。

### 中国語
- 游国恩『屈原』（北京出版社, 1963年）
- 湯炳正『楚辞類稿』（巴蜀書社, 1988年）